# Changan Oshan COS1°

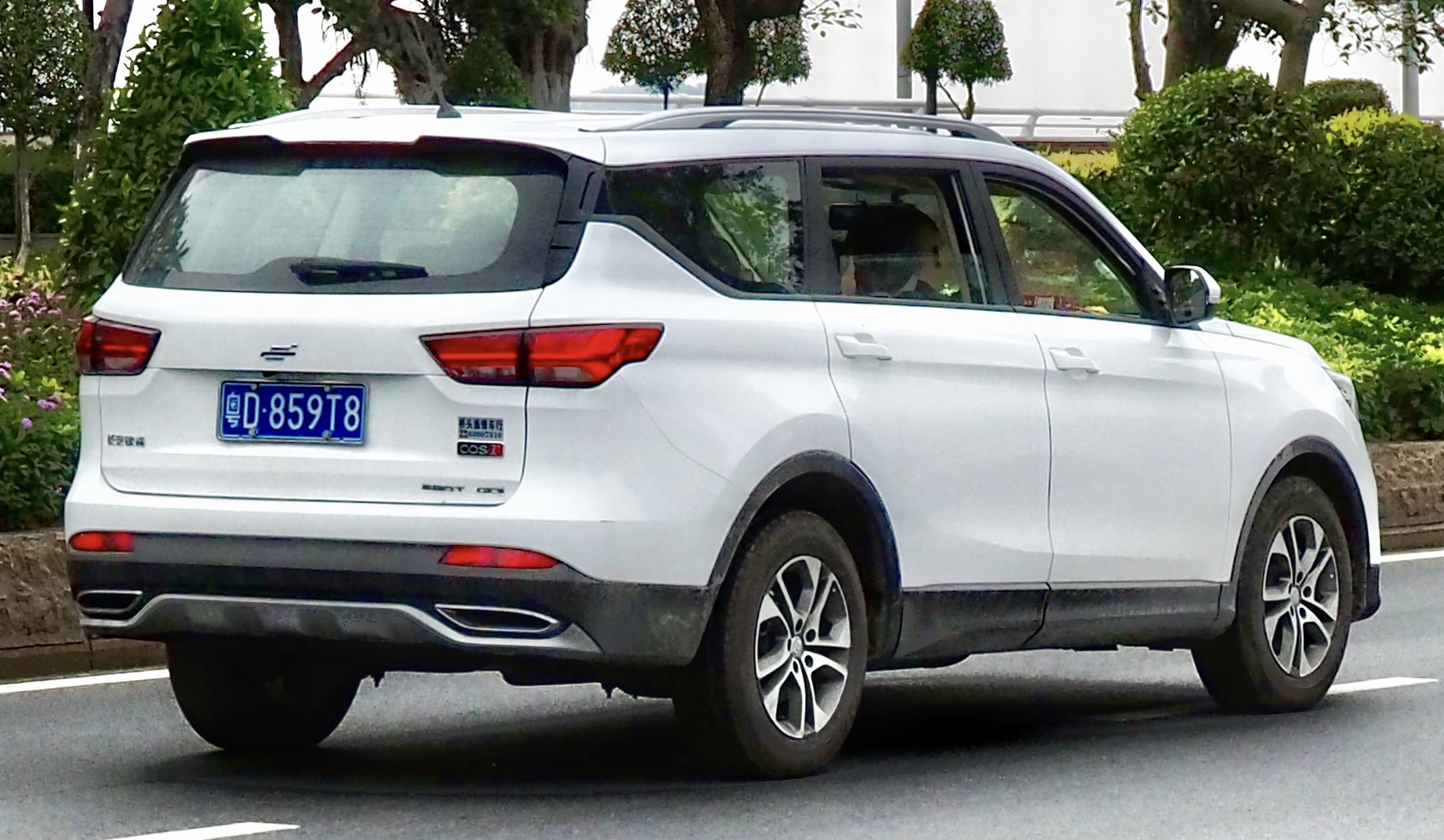
Heckansicht

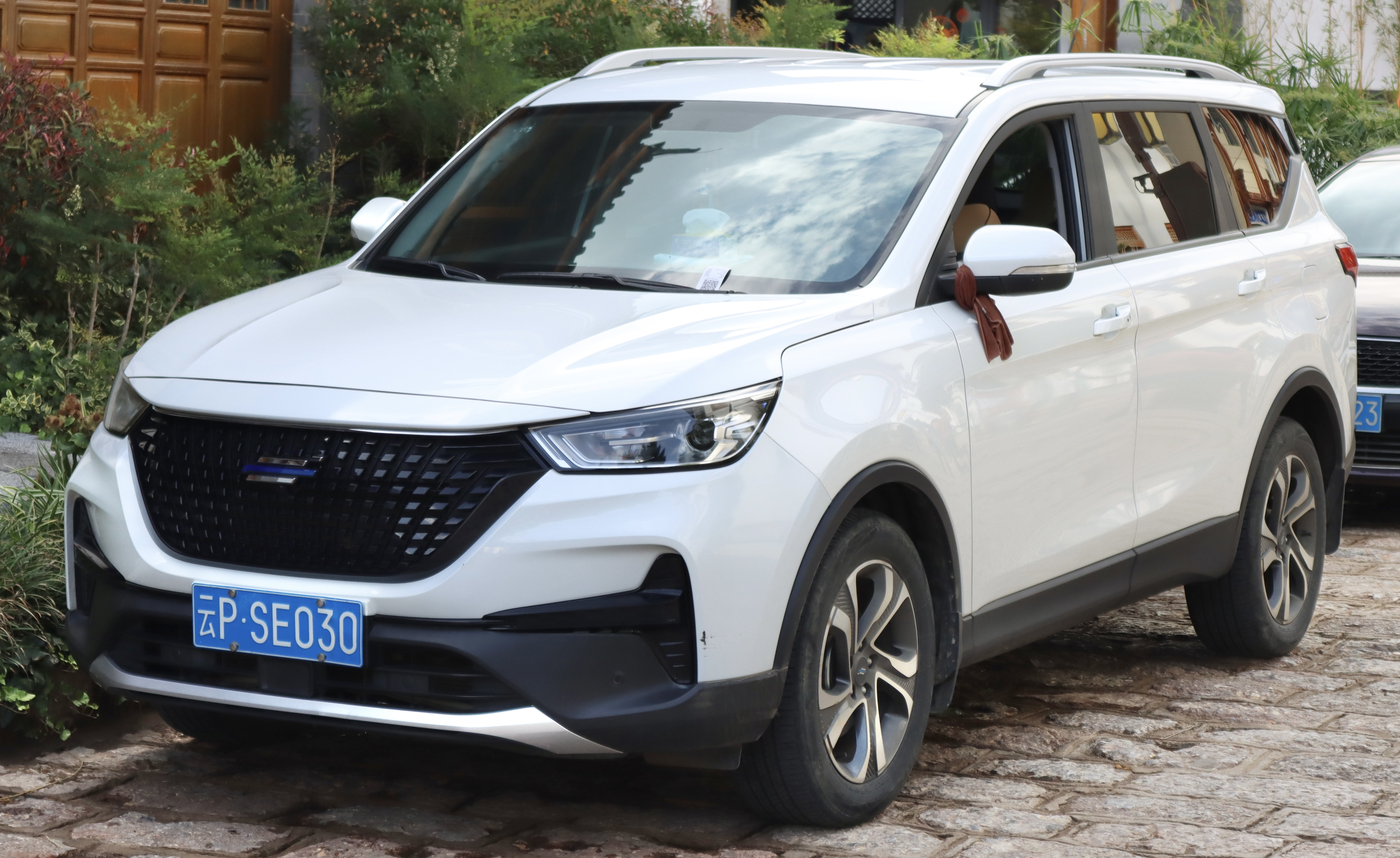
Changan Oshan COS1° GT

Der Changan Oshan COS1° (chinesisch: 科赛) ist ein bis zu siebensitziges Sport Utility Vehicle des chinesischen Automobilherstellers Chongqing Changan Automobile Company, das unter der Marke Changan vertrieben wurde. Als Submarke wird Oshan genannt.

## Geschichte
Vorgestellt wurde das SUV im April 2018 im Rahmen der Beijing Auto Show. In den Handel kam der Oshan COS1° in China im September 2018. Den etwas sportlicher gestalteten Oshan COS1° GT präsentierte der Hersteller im April 2019 auf der Shanghai Auto Show.

## Technische Daten
Angetrieben wird der Oshan COS1° von einem aufgeladenen 1,5-Liter-Ottomotor mit 131 kW (178 PS). Auch im etwas kleineren Changan Oshan X7 und im Changan CS85 kommt dieser Antrieb zum Einsatz. Später folgte noch ein aufgeladener 2,0-Liter-Ottomotor mit 171 kW (232 PS).
|                                            | Oshan COS1° 1.5T                  | Oshan COS1° 2.0T           |
| ------------------------------------------ | --------------------------------- | -------------------------- |
| Bauzeitraum                                | 09/2018–04/2022                   | 09/2019–04/2022            |
| Motorkenndaten                             |                                   |                            |
| Motortyp                                   | R4-Ottomotor                      | R4-Ottomotor               |
| Motoraufladung                             | Turbolader                        | Turbolader                 |
| Hubraum                                    | 1499 cm³                          | 1998 cm³                   |
| max. Leistung bei min−1                    | 131 kW (178 PS) / 5500            | 171 kW (232 PS) / 5500     |
| max. Drehmoment bei min−1                  | 265 Nm / 4500                     | 360 Nm / 1750–3500         |
| Kraftübertragung                           |                                   |                            |
| Antrieb                                    | Vorderradantrieb                  | Vorderradantrieb           |
| Getriebe, serienmäßig                      | 6-Gang-Schaltgetriebe             | 8-Stufen-Automatikgetriebe |
| Getriebe, serienmäßig                      | [6-Stufen-Automatikgetriebe]      | —                          |
| Messwerte                                  |                                   |                            |
| Höchstgeschwindigkeit                      | 185 km/h [180 km/h]               | k. A.                      |
| Beschleunigung, 0–100 km/h                 | k. A. [12,4 s]                    | 10,6 s                     |
| Kraftstoffverbrauch auf 100 km, kombiniert | 6,8–7,3 l Super [7,2–7,4 l Super] | 8,5 l Super                |
| Tankinhalt                                 | 65 l                              | 65 l                       |